# مقاومت هلند

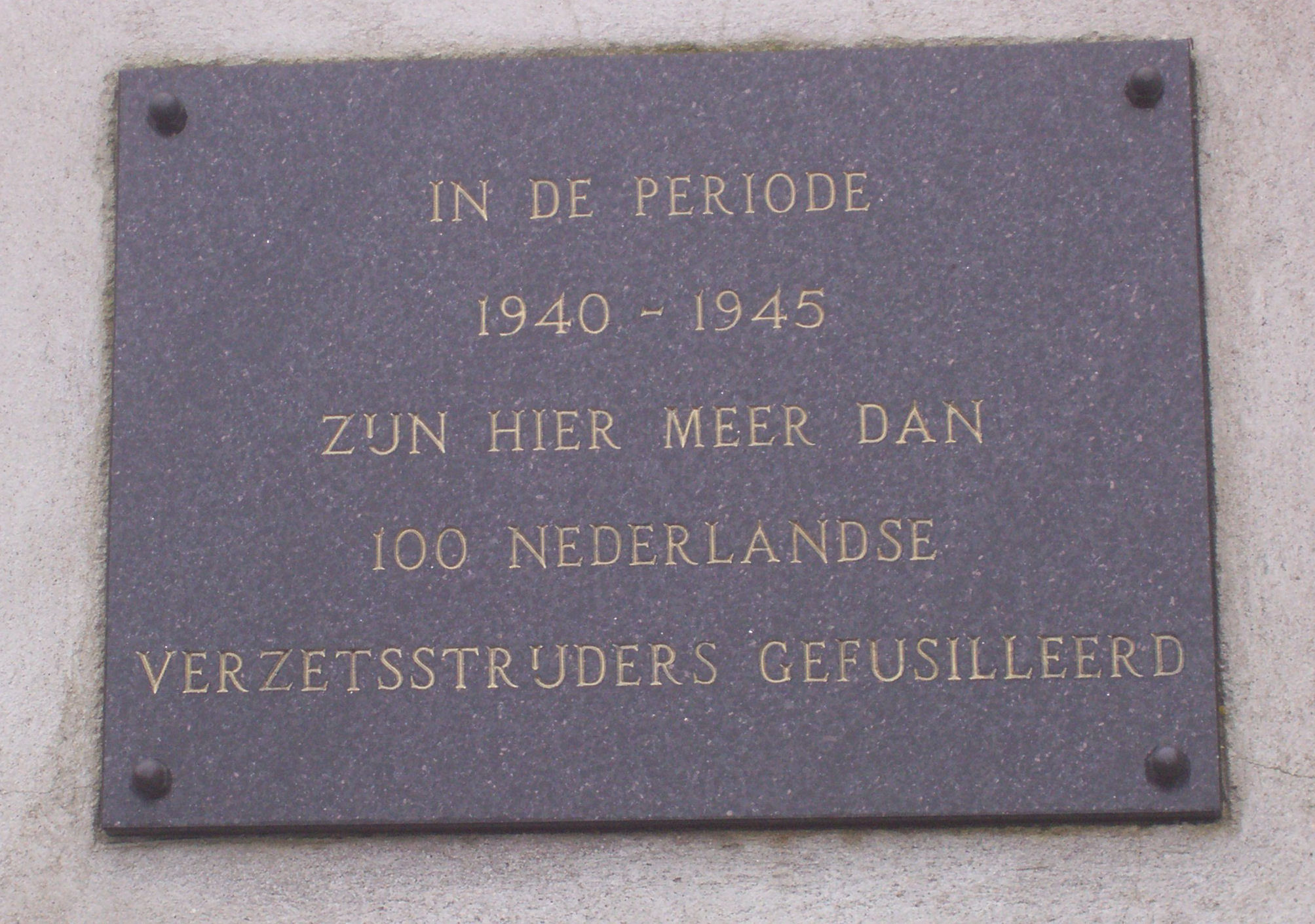
لوح یادبود رزمندگان مقاومت هلندی که در ساخنهاوزن اعدام شدند. به هلندی: در دوره ۱۹۴۰ - ۱۹۴۵ بیش از ۱۰۰ مبارز هلندی مقاومت در اینجا با جوخه تیراندازی اعدام شدند.

مقاومت هلند (انگلیسی: Dutch resistance) اشغال هلند توسط نازی‌ها در طول جنگ جهانی دوم عمدتاً غیرخشونت‌آمیز بود. سازمان دهندگان اولیه نهضت مقاومت هلند، حزب کمونیست هلند، کلیساها و گروه‌های مستقل بودند.